# Mitja Oranič
Mitja Oranič (ur. 3 kwietnia 1986 w Tržiču) – słoweński kombinator norweski, a następnie trener tej dyscypliny sportu. Uczestnik Zimowych Igrzysk Olimpijskich 2010 oraz Zimowych Igrzysk Olimpijskich 2014, reprezentant klubu NSK Tržič Trifix.
W Pucharze Świata zadebiutował 13 stycznia 2007 w Tesero, gdzie zajął 42. miejsce. Pierwsze punkty PŚ zdobył natomiast 26 stycznia 2008 w Seefeld, zajmując 26. pozycję. Raz w karierze plasował się w pierwszej dziesiątce zawodów Pucharu Świata. Było to 8 lutego 2009 w Seefeld, gdzie Oranič był dziesiąty.
W latach 2007–2011 trzykrotnie wystartował w mistrzostwach świata w narciarstwie klasycznym. Najwyższą pozycję zajął 28 lutego 2009 w Libercu, gdzie był 24. w konkursie indywidualnym na skoczni dużej. Trzykrotnie uczestniczył także w mistrzostwach świata juniorów. Miało to miejsce w 2003, 2004 i 2006 roku. W startach drużynowych był czwarty w 2006 roku oraz piąty w 2003 i 2004. Najlepszy indywidualny start zaliczył 5 lutego 2006 w Kranju, kiedy to był 14. w sprincie.
Oranič trzyrotnie stał na podium zawodów Pucharu Kontynentalnego. Pierwsze dwa przypadki miały miejsca w 2009 roku w Kranju. W pierwszym z konkursów, rozegranym 24 stycznia, zawodnik zwyciężył, natomiast dzień później był drugi. 17 lutego 2013 roku zajął trzecie miejsce w zawodach rozgrywanych w Planicy. W 2011 roku w Eisenerz i Kranju znalazł się w pierwszej dziesiątce konkursów Pucharu Kontynentalnego, zajmując odpowiednio szóste i siódme miejsce.
Wystartował w dwóch indywidualnych konkursach kombinacji norweskiej w ramach Zimowych Igrzysk Olimpijskich 2010 w Vancouver. W zawodach na skoczni normalnej uplasował się na 31. miejscu, a na skoczni dużej był 41.
Latem 2017 został trenerem utworzonej na nowo reprezentacji Słowenii w kombinacji norweskiej.

## Osiągnięcia

### Igrzyska olimpijskie
| Miejsce | Dzień     | Rok  | Miejscowość | Konkurencja           | Wynik zwycięzcy | Strata  | Zwycięzca           |
| ------- | --------- | ---- | ----------- | --------------------- | --------------- | ------- | ------------------- |
| 31.     | 14 lutego | 2010 | Vancouver   | Gundersen HS106/10 km | 25:47,1 min     | +1:51,2 | Jason Lamy Chappuis |
| 41.     | 25 lutego | 2010 | Vancouver   | Gundersen HS140/10 km | 25:32,9 min     | +4:43,2 | Bill Demong         |
| 37.     | 12 lutego | 2014 | Soczi       | Gundersen HS106/10 km | 23:50,2 min     | +2:56,2 | Eric Frenzel        |
| 39.     | 18 lutego | 2014 | Soczi       | Gundersen HS140/10 km | 22:45.5 min     | +3:11,3 | Jørgen Gråbak       |

### Mistrzostwa świata
| Miejsce | Dzień     | Rok  | Miejscowość   | Konkurencja                     | Wynik zwycięzcy | Strata      | Zwycięzca           |
| ------- | --------- | ---- | ------------- | ------------------------------- | --------------- | ----------- | ------------------- |
| 38.     | 23 lutego | 2007 | Sapporo       | Sprint HS134/7.5 km             | 17:40.2 min     | +4:53,6 min | Hannu Manninen      |
| 34.     | 3 marca   | 2007 | Sapporo       | Gundersen HS100/15 km           | 38:35.6 min     | +5:40,4 min | Ronny Ackermann     |
| 33.     | 20 lutego | 2009 | Liberec       | Start masowy HS100/10 km        | 24:49.7 min     | +49,8 s     | Todd Lodwick        |
| 32.     | 22 lutego | 2009 | Liberec       | Gundersen HS100/10 km           | 24:22.3 min     | +3:52,9 min | Todd Lodwick        |
| 24.     | 28 lutego | 2009 | Liberec       | Gundersen HS134/10 km           | 23:36.6 min     | +2:16,3 min | Bill Demong         |
| 36.     | 26 lutego | 2011 | Oslo          | Gundersen HS106/10 km           | 25:19.2 min     | +3:10,4 min | Eric Frenzel        |
| 8.      | 28 lutego | 2011 | Oslo          | Sztafeta HS106/4x5 km           | 49:38.2 min     | +3:18,0 min | Austria             |
| dns     | 2 marca   | 2011 | Oslo          | Gundersen HS134/10 km           | 25:31.6 min     | dns         | Jason Lamy Chappuis |
| 10.     | 4 marca   | 2011 | Oslo          | Sztafeta HS134/4x5 km           | 48:04.4 min     | +4:01,8 min | Austria             |
| 32.     | 22 lutego | 2013 | Val di Fiemme | Gundersen HS106/10 km           | 29:13.2 min     | +2:16,8 min | Jason Lamy Chappuis |
| 9.      | 24 lutego | 2013 | Val di Fiemme | Sztafeta HS106/4x5 km           | 57:34.0 min     | +4:59,0 min | Francja             |
| dnf     | 28 lutego | 2013 | Val di Fiemme | Gundersen HS134/10 km           | 27:22.8 min     | dnf         | Eric Frenzel        |
| 9.      | 2 marca   | 2013 | Val di Fiemme | Sprint drużynowy HS134/2x7.5 km | 35:37.9 min     | +2:00,1 min | Francja             |

### Puchar Świata

#### Miejsca w klasyfikacji generalnej
- sezon 2007/2008: 62.
- sezon 2008/2009: 40.
- sezon 2009/2010: 54.
- sezon 2010/2011: 33.
- sezon 2011/2012: 41.
- sezon 2012/2013: 45.
- sezon 2013/2014: 49.

### Puchar Kontynentalny

#### Miejsca w klasyfikacji generalnej
- sezon 2003/2004: 78.
- sezon 2004/2005: 68.
- sezon 2005/2006: 89.
- sezon 2006/2007: 45.
- sezon 2007/2008: 38.
- sezon 2008/2009: 32.
- sezon 2009/2010: -
- sezon 2010/2011: 41.
- sezon 2011/2012: -
- sezon 2012/2013: 54.

#### Miejsca na podium chronologicznie
| Nr | Data             | Miejscowość | Konkurencja           | Wynik zwycięzcy | Pozycja | Strata | Zwycięzca           |
| -- | ---------------- | ----------- | --------------------- | --------------- | ------- | ------ | ------------------- |
| 1. | 24 stycznia 2009 | Kranj       | Gundersen HS109/10 km | 23:49,7 min     | 1.      | -      | -                   |
| 2. | 25 stycznia 2009 | Kranj       | Gundersen HS109/10 km | 23:05,9 min     | 2.      | +1,3 s | Marjan Jelenko      |
| 3. | 17 lutego 2013   | Planica     | Gundersen HS139/10 km | 26:25,9 min     | 3.      | +2,1 s | Ole Martin Storlien |